# SS Cosmos

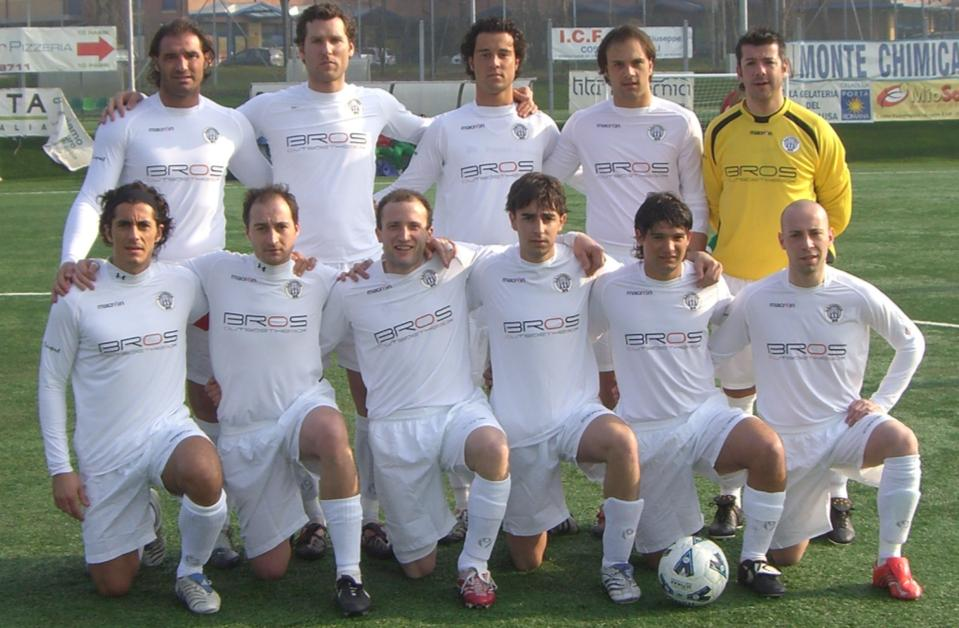
Jedenáctka SS Cosmos v sezoně 2007/08

SS Cosmos (Società Sportiva Cosmos) je sanmarinský fotbalový klub ze Serravalle založený v roce 1979.

## Úspěchy
- Campionato Sammarinese di Calcio (sanmarinská fotbalová liga)
  - 1× vítěz (2000/01)[1]
- Coppa Titano (sanmarinský fotbalový pohár)
  - 4× vítěz (1980, 1981, 1995, 1999)[2]
- Trofeo Federale (sanmarinský Superpohár)
  - 3× vítěz (1995, 1998, 1999)

## Výsledky v evropských pohárech
| Ročník  | Soutěž     | Kolo     | Soupeř        | Doma | Venku | Celkem | Postup  |
| ------- | ---------- | -------- | ------------- | ---- | ----- | ------ | ------- |
| 2001/02 | Pohár UEFA | Předkolo | SK Rapid Wien | 0:1  | 0:2   | 0:3    | vyřazen |

## Známí hráči
- Lorenzo Amoruso